# Irving Pichel
Irving Pichel (Pittsburgh, 24 giugno 1891 – Los Angeles, 13 giugno 1954) è stato un regista e attore statunitense.

## Biografia
Irving Pichel sposò Violette Wilson, la figlia di Jackson Stitt Wilson, ministro della chiesa metodista e sindaco di Berkeley in California, e sorella dell'attrice Viola Barry. Irving Pichel e VIolette Wilson ebbero tre figli: Pichel Wilson, Julian Irving e Marlowe Agnew.
Pichel divenne celebre grazie al ruolo del protagonista nella produzione teatrale Lazarus Laughed (1927) di Eugene O'Neill. Fra i suoi ruoli più celebri al cinema si possono invece citare Sandor in La figlia di Dracula (1936) e Fagin in Oliver Twist (1933). Diresse inoltre numerosi film, fra cui Il miracolo delle campane (1948), Il signore e la sirena (1948) e Uomini sulla Luna (1950). Lavorò inoltre come narratore in Com'era verde la mia valle (1941) e  prestò la propria voce per Gesù nel film The Great Commandment (1939).
Dagli anni quaranta, Pichel interpretò piccoli ruoli in numerosi film da lui diretti. Gli ultimi film che diresse furono Martin Lutero (1953) e Day of Triumph (1954).
Nel 1947, Pichel fu uno dei diciannove membri della comunità hollywoodiana che furono citati in giudizio dal commissione per le attività antiamericane durante la seconda paura rossa americana. Questo gruppo divenne noto come i "diciannove di Hollywood" o i "diciannove ostili". Benché Pichel non fu mai chiamato per testimoniare, il suo nome fu inserito nella "lista nera di Hollywood", ed egli lasciò gli Stati Uniti d'America.

## Filmografia

### Attore
- The Right to Love, regia di Richard Wallace (1930)
- The Cheat (1931)
- The Road to Reno, regia di Richard Wallace (1931)
- Una tragedia americana (1931)
- Murder by the Clock (1931)
- Madame Butterfly (1932)
- Ragazza selvaggia (Wild Girl), regia di Raoul Walsh	(1932)
- Strange Justice (1932)
- The Painted Woman (1932)
- Westward Passage (1932)
- Forgotten Commandments (1932)
- The Miracle Man (1932)
- Two Kinds of Women, regia di William C. deMille (1932)
- Sogno d'estate (The Right to Romance), regia di Alfred Santell (1933)
- Non sono un angelo (I'm No Angel), regia di Wesley Ruggles (1933)
- Volo di notte (Night Flight), regia di Clarence Brown (1933)
- Before Dawn, regia di Irving Pichel (1933)
- Perdizione (The story of Temple Drake), regia di Stephen Roberts (1933)
- Il re della jungla (1933)
- Oliver Twist (1933)
- The Woman Accused (1933)
- The Mysterious Rider, regia di Fred Allen (1933)
- Lo scandalo dei miliardi (Billion Dollar Scandal), regia di Harry Joe Brown (1933)
- Hamlet - Act I: Scene V (1933)
- Il treno fantasma (The Silver Streak), regia di Thomas Atkins (1934)
- I Am a Thief (1934)
- Cleopatra, regia di Cecil B. DeMille (1934)
- British Agent, regia di Michael Curtiz (1934)
- Porte chiuse (She Was a Lady), regia di Hamilton MacFadden (1934)
- Return of the Terror (1934)
- Such Women Are Dangerous (1934)
- Nebbia a San Francisco (Fog Over Frisco), regia di William Dieterle (1934)
- È scomparsa una donna (1935)
- Il grande nemico (Special Agent), regia di William Keighley (1935)
- General Spanky (1936)
- Down to the Sea (1936)
- Hearts in Bondage, regia di Lew Ayres (1936)
- La figlia di Dracula (1936)
- La casa delle mille candele (1936)
- Don't Gamble with Love (1936)
- The Sheik Steps Out (1937)
- Special Agent K-7 (1937)
- Sorgenti d'oro (1937)
- Armored Car (1937)
- Join the Marines (1937)
- Viaggio nell'impossibile (1938)
- I ragazzi della strada (1938)
- Gambling Ship (1938)
- There Goes My Heart (1938)
- Figlia del vento (1938)
- Old Hickory (1939)
- Torture Ship (1939)
- Inferno nei Tropici (1939)
- In corsa contro il tempo (1939)
- Exile Express (1939)
- Il conquistatore del Messico (Juarez), regia di William Dieterle (1939)
- Com'era verde la mia valle (1941)
- La luna è tramontata (The Moon Is Down), regia di Irving Pichel (1943)
- 7 dicembre (1943)
- Conta solo l'avvenire (1946)
- Scritto sul vento (1947)
- Nessuno mi crederà (1947)
- I cavalieri del Nord Ovest (She Wore a Yellow Ribbon) (1949)
- Uomini sulla Luna (1950)
- Sabbie mobili (Quicksand) (1950)
- The Great Rupert (1950)
- Rotaie insanguinate (1951)
- Martin Luther (1953)

### Regista
- Pericolosa partita (The Most Dangerous Game), co-regia di Ernest B. Schoedsack (1932)
- Before Dawn (1933)
- La donna eterna (She), co-regia di Lansing C. Holden (1935)
- The Gentleman from Louisiana (1936)
- The Duke Comes Back (1937)
- The Sheik Steps Out (1937)
- Beware of Ladies (1937)
- Larceny on the Air (1937)
- The Great Commandment (1939)
- The Man I Married (1940)
- Earthbound (1940)
- Dance Hall (1941)
- La baia di Hudson (Hudson's Bay) (1941)
- Life Begins at Eight-Thirty (1942)
- The Pied Piper (1942)
- Secret Agent of Japan (1942)
- Happy Land (1943)
- La luna è tramontata (The Moon Is Down) (1943)
- Il grande silenzio (And Now Tomorrow) (1944)
- L'ombra dell'altro (A Medal for Benny) (1945)
- Tentazione (Temptation) (1946)
- O.S.S. (1946)
- Non c'è due... senza tre (The Bride Wore Boots) (1946)
- Colonel Effingham's Raid (1946)
- Conta solo l'avvenire (Tomorrow Is Forever) (1946)
- Something in the Wind (1947)
- Nessuno mi crederà (They Won't Believe Me) (1947)
- Il signore e la sirena (Mr. Peabody and the Mermaid) (1948)
- Il miracolo delle campane (The Miracle of the Bells) (1948)
- Without Honor (1949)
- Uomini sulla Luna (1950)
- Sabbie mobili (Quicksand) (1950)
- The Great Rupert (1950)
- Rotaie insanguinate (Santa Fe) (1951)
- Martin Lutero (1953)
- Day of Triumph (1954)